# Saison 1 de Fort Boyard
 (juin 2019).
Si vous disposez d'ouvrages ou d'articles de référence ou si vous connaissez des sites web de qualité traitant du thème abordé ici, merci de compléter l'article en donnant les références utiles à sa vérifiabilité et en les liant à la section « Notes et références ».
Cet article présente les audiences des émissions de la saison 1 des Clés de Fort Boyard.

## Résumé de la saison
La première émission des Clés de Fort Boyard est diffusée le 7 juillet 1990.
Des changements significatifs sont effectués lors de la dixième émission (après les neuf premières émissions correspondant à la première session de tournage), Marie Talon est remplacée par Sophie Davant et le temps des épreuves est rallongé de 50 à 60 minutes. Une épreuve bonus, le saut à l'élastique, apparaît après la récolte du trésor. Le candidat, tiré au sort, doit alors récupérer une clé en or afin d'obtenir un bonus de 35 000 F, à cumuler avec les gains de la salle du trésor.
Cette première saison ne rencontre pas le succès escompté. Elle sera maintenue notamment grâce aux pressions des producteurs du jeu, Marie-France Brière (alors également directrice des programmes de la chaîne), et Jacques Antoine.
Durant cette saison, tous les candidats étaient des anonymes. Seul le rugbyman Didier Camberabero y a participé durant la saison. Ainsi, il est la première célébrité à participer à l'émission.

## Audiences
La moyenne des audiences des Clés de Fort Boyard en 1990 s'élevait à 4 504 500 téléspectateurs soit 25,5 % des parts de marché.
| N° émission | Jour et horaire de diffusion       | Audience moyenne          | Audience moyenne | Références |
| N° émission | Jour et horaire de diffusion       | Nombre de téléspectateurs | PDM              | Références |
| ----------- | ---------------------------------- | ------------------------- | ---------------- | ---------- |
| 1           | Samedi 7 juillet 1990 (20h50-)     | 2 970 000                 | 23,0 %           |            |
| 2           | Samedi 14 juillet 1990 (20h50-)    | 2 970 000                 | 23,0 %           |            |
| 3           | Samedi 21 juillet 1990 (20h50-)    | 3 465 000                 | 25,0 %           |            |
| 4           | Samedi 28 juillet 1990 (20h50-)    | 4 455 000                 | 26,0 %           |            |
| 5           | Samedi 4 août 1990 (20h50-)        | 3 465 000                 | 27,0 %           |            |
| 6           | Samedi 11 août 1990 (20h50-)       | 4 950 000                 | 32,0 %           |            |
| 7           | Samedi 18 août 1990 (20h50-)       | 4 950 000                 | 26,0 %           |            |
| 8           | Samedi 25 août 1990 (20h50-)       | 4 950 000                 | 25,0 %           |            |
| 9           | Samedi 1er septembre 1990 (20h50-) | 4 455 000                 | 24,0 %           |            |
| 10          | Samedi 8 septembre 1990 (20h50-)   | 5 445 000                 | 27,0 %           |            |
| 11          | Samedi 15 septembre 1990 (20h50-)  | 4 950 000                 | 23,0 %           |            |
| 12          | Samedi 22 septembre 1990 (20h50-)  | 5 940 000                 | N.C.             |            |
| 13          | Samedi 29 septembre 1990 (20h50-)  | N.C.                      | N.C.             |            |
| 14          | Samedi 6 octobre 1990 (20h50-)     | 4 950 000                 | 23,0 %           |            |
| 15          | Samedi 13 octobre 1990 (20h50-)    | N.C.                      | N.C.             |            |